# Санденс 2013

Кінофестиваль «Санденс» 2013

29-й щорічний кінофестиваль «Санденс» проходив 17—27 січня 2013 року в американському місті Парк-Сіті, штат Юта, а також у 10 незалежних кінотеатрах 10 міст США.
Кінопоказ відкрила стрічка Шерін Дабі «Мей улітку», закривав кінофестиваль біографічний фільм «Джобс: Імперія спокуси».

## Цікаві факти
- Участь у заході взяли 119 художніх кінострічок із 32 країн світу.